# Stefan Kutschke
Stefan Kutschke, né le 3 novembre 1988 à Dresde, est un footballeur allemand qui joue au poste d'attaquant au SG Dynamo Dresde.

## Biographie
Né à Dresde, il commence le football dans plusieurs clubs de sa ville natale jusqu'à ses débuts en équipe première au FV Dresden 06 en sixième division allemande lors de la saison 2007-2008.
Après dix-neuf buts en vingt-neuf matchs, il signe au SV Babelsberg 03 en quatrième division. En 2010, il est champion de la poule nord et le club est promu en troisième division mais Stefan quitte le club pour s'engager avec le RB Leipzig avec qui il sera champion de quatrième division une seconde fois en 2013.
En 2013, il signe avec le VfL Wolfsburg et découvre la Bundesliga en marquant dès son premier match lors d'une victoire quatre buts à zéro contre le FC Schalke 04 seulement quelques minutes après son entrée en jeu. Peu utilisé, il est prêté la saison suivante au SC Paderborn qui vient d'être promu en Bundesliga.
La saison suivante, il signe en Bundesliga 2 au FC Nuremberg mais après six mois, le club le prête au SG Dynamo Dresden avec qui il est champion de troisième division et promu en Bundesliga 2. Il reste en prêt à Dresde la saison avant d'être transféré au FC Ingolstadt en 2017 et avec qui il connaitra une descente en troisième division en 2019 avant de connaitre une nouvelle promotion la saison suivante, la quatrième promotion de sa carrière. Il devient plus tard le capitaine du club.
En 2022, il revient au SG Dynamo Dresde qui évolue en troisième division.

## Statistiques
| Saison                | Club                    | Championnat           | Championnat | Championnat | Coupe(s) nationale(s) | Coupe(s) nationale(s) | Barrages | Barrages | Total | Total |
| Saison                | Club                    | Division              | M.          | B.          | M.                    | B.                    | M.       | B.       | M.    | B.    |
| 2006-2007             | FV Dresden 06           | Sachsenliga           | 5           | 0           | -                     | -                     | -        | -        | 5     | 0     |
| 2007-2008             | FV Dresden 06           | Sachsenliga           | 29          | 19          | -                     | -                     | -        | -        | 29    | 19    |
| Sous-total            | Sous-total              | Sous-total            | 34          | 19          | -                     | -                     | -        | -        | 34    | 19    |
| 2008-2009             | SV Babelsberg 03        | Regionalliga          | 20          | 4           | 1                     | 0                     | -        | -        | 21    | 4     |
| 2009-2010             | SV Babelsberg 03        | Regionalliga          | 26          | 4           | 1                     | 0                     | -        | -        | 27    | 4     |
| Sous-total            | Sous-total              | Sous-total            | 46          | 8           | 2                     | 0                     | -        | -        | 48    | 8     |
| 2010-2011             | RB Leipzig              | Regionalliga          | 28          | 4           | -                     | -                     | -        | -        | 28    | 4     |
| 2011-2012             | RB Leipzig              | Regionalliga          | 28          | 13          | 2                     | 0                     | -        | -        | 30    | 13    |
| 2012-2013             | RB Leipzig              | Regionalliga          | 26          | 8           | -                     | -                     | 2        | 2        | 28    | 10    |
| Sous-total            | Sous-total              | Sous-total            | 82          | 25          | 2                     | 0                     | 2        | 2        | 86    | 27    |
| 2013-2014             | VfL Wolfsburg           | Bundesliga            | 8           | 1           | 1                     | 0                     | -        | -        | 9     | 1     |
| 2014-2015             | SC Paderborn 07 (prêt)  | Bundesliga            | 19          | 1           | 1                     | 0                     | -        | -        | 20    | 1     |
| 2015-2016             | FC Nuremberg            | 2.Bundesliga          | 5           | 0           | 1                     | 0                     | -        | -        | 6     | 0     |
| 2015-2016             | SG Dynamo Dresde (prêt) | 3.Liga                | 15          | 3           | 1                     | 0                     | -        | -        | 16    | 3     |
| 2016-2017             | SG Dynamo Dresde (prêt) | 2.Bundesliga          | 32          | 16          | 2                     | 2                     | -        | -        | 34    | 18    |
| Sous-total            | Sous-total              | Sous-total            | 47          | 19          | 3                     | 2                     | -        | -        | 50    | 21    |
| 2017-2018             | FC Ingolstadt 04        | 2.Bundesliga          | 31          | 7           | 2                     | 1                     | -        | -        | 33    | 8     |
| 2018-2019             | FC Ingolstadt 04        | 2.Bundesliga          | 31          | 3           | 1                     | 0                     | 2        | 0        | 34    | 3     |
| 2019-2020             | FC Ingolstadt 04        | 3.Liga                | 37          | 13          | 2                     | 0                     | 1        | 1        | 40    | 14    |
| 2020-2021             | FC Ingolstadt 04        | 3.Liga                | 33          | 13          | -                     | -                     | 2        | 0        | 35    | 13    |
| 2021-2022             | FC Ingolstadt 04        | 2.Bundesliga          | 24          | 2           | 2                     | 0                     | -        | -        | 26    | 2     |
| Sous-total            | Sous-total              | Sous-total            | 156         | 38          | 7                     | 1                     | 5        | 1        | 168   | 40    |
| 2022-2023             | SG Dynamo Dresde        | 3.Liga                | 36          | 9           | 2                     | 1                     | -        | -        | 38    | 10    |
| 2023-2024             | SG Dynamo Dresde        | 3.Liga                | 37          | 14          | 3                     | 1                     | -        | -        | 40    | 15    |
| 2024-2025             | SG Dynamo Dresde        | 3.Liga                | 34          | 7           | 3                     | 0                     | -        | -        | 37    | 7     |
| Sous-total            | Sous-total              | Sous-total            | 107         | 30          | 8                     | 2                     | -        | -        | 115   | 32    |
| Total sur la carrière | Total sur la carrière   | Total sur la carrière | 504         | 141         | 25                    | 5                     | 7        | 3        | 536   | 149   |

## Palmarès
Il est champion de quatrième division allemande en 2010 avec le SV Babelsberg et en 2013 avec le RB Leipzig. 
Il est champion de troisième division allemande en 2016 avec le SG Dynamo Dresde et vice-champion en 2025.